# 25 mai (calendar ortodox)

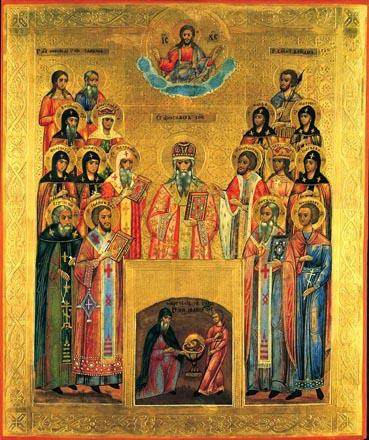
Icoană cu a treia găsire a cinstitutului cap al Sfântului Ioan Botezătorul

25 mai în calendarul ortodox:

## Sfinți
- Pomenirea celei de a treia aflări a cinstitutului cap al Sfântului Prooroc, Măritului Înaintemergător și Botezător Ioan
- Sf mucenic Celestin.
- Sf ierarh Inochentie al Odessei.
- Odovania înjumătățirii cincezimii.